# Ted Nash

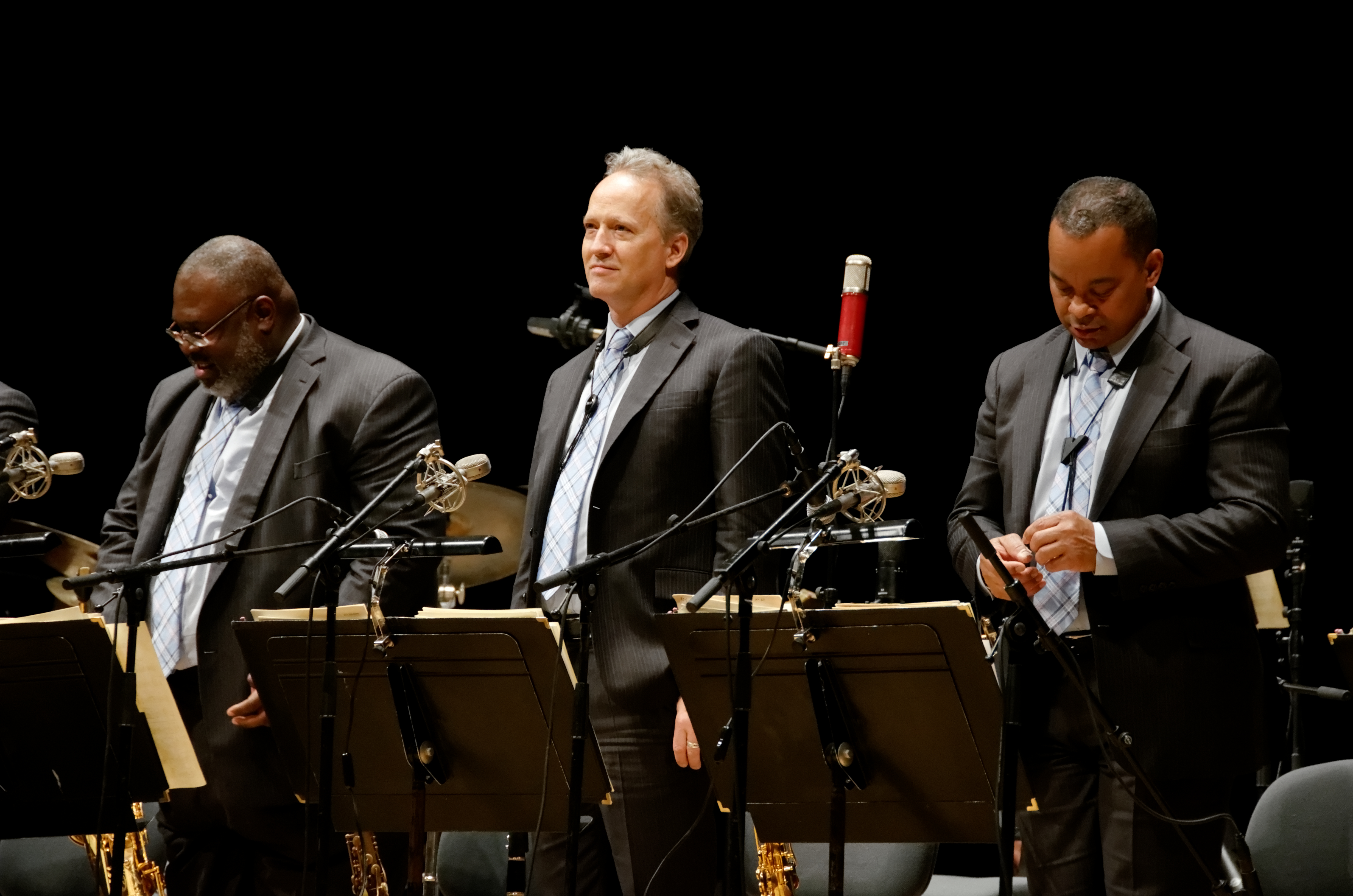
Ted Nash (Mitte) neben Sherman Irby (links) und Victor Goines (rechts) im Jazz at Lincoln Center Orchestra (JLCO) im Jahr 2016

Ted Nash (* 28. Dezember 1959 in Hollywood, Los Angeles, Kalifornien) ist ein US-amerikanischer Jazz-Alt- und Tenorsaxophonist und Komponist.

## Leben und Wirken
Ted Nash ist Sohn des West-Coast-Jazzposaunisten Dick Nash und der Neffe des gleichnamigen Bigband-Tenorsaxophonisten (* 1922), der in den Bands von Les Brown, Bill Holman, Henry Mancini, Mel Lewis u. a. spielte. Ted Nash spielte mit sieben Jahren Klavier und dann Klarinette, bevor er als Jugendlicher zum Saxophon wechselte. Auf der High School studierte er Jazz-Improvisation bei dem Vibraphonisten Charlie Shoemake und hatte mit 16 Jahren die Gelegenheit in der Lionel Hampton Band zu spielen. Danach arbeitete er in den Orchestern von Quincy Jones, Louie Bellson, Toshiko Akiyoshi und Don Ellis. 1978, mit 18 Jahren, nahm er ein erstes Album unter eigenem Namen auf (Conception für Concord Jazz) und zog nach New York, wo er Mitglied der Gerry Mulligan Big Band wurde. In den 1980er Jahren wirkte er u. a. an Alben von Shelly Manne mit und wurde schließlich Mitglied im Orchester von Mel Lewis, in dem er Solist und Arrangeur war. Bekannt wurde Nash auch durch seine Aktivitäten im New Yorker Jazz at Lincoln Center Orchestra, das von Wynton Marsalis geleitet wird.
1994 nahm er in Frankreich mit seinem European Quartet aus Oliver Hutman, Thomas Bramerie und Jean-Oierre Arbaud das gleichnamige Album auf; 1996 war er Mitglied des Joe Lovano Orchestra (Celebrating Sinatra) und nahm mit Streichquartett, u. a. mit Tomas Ulrich, das Album Rhyme & Reason auf, 1999 war er Mitglied des Herbie Nichols Project (Dr. Cyclop's Dream) und gründete die Formation Odeon, die zusätzlich zu den Bläsern (Nash und Wycliffe Gordon am Sousaphon) Streicher (Miri Ben-Ali) und Akkordeon (William Schwimmel) einbezog. 2004 folgte das Latin-Album La espada de la Noche mit Standard-Themen wie Tico-Tico no Fubá, A Night in Tunisia, Rodrigos Concierto de Aranjuez.
Er schrieb das Musical Portrait in Seven Shades, das Malern verschiedener Epochen gewidmet ist, wie Claude Monet, Salvador Dalí, Henri Matisse, Pablo Picasso, Vincent van Gogh, Marc Chagall und Jackson Pollock; es wurde im Februar 2007 in New York uraufgeführt.
Mit seiner Ted Nash Big Band wurde er 2016 für das Album Presidential Suite: Eight Variations on Freedom für einen Grammy nominiert.

## Diskographische Hinweise
- European Quartet (Elabeth 1994)
- Rhyme and Reason (Arabesque, 1996) mit Wynton Marsalis, Tomas Ulrich
- Sidewalk Meeting (Arabesque, 2000) mit Wycliffe Gordon
- Still Evolved (Palmetto, 2002) mit Wynton Marsalis
- La espada de la Noche (Palmetto, 2004) mit Clark Gayton
- Presidential Suite: Eight Variations on Freedom (Ted Nash Big Band, 2016)
- Glenn Close & Ted Nash: Transformation (2021)